# دیکی دورست
دیکی دورست (انگلیسی: Dicky Dorsett; ۳ دسامبر ۱۹۱۹ – نوامبر ۱۹۹۹ (age 79)) بازیکن فوتبال اهل بریتانیا بود.
از باشگاه‌هایی که در آن بازی کرده‌است می‌توان به باشگاه فوتبال ولورهمپتون واندررز، باشگاه فوتبال استون ویلا، و باشگاه فوتبال برنتفورد اشاره کرد.